# Pseudotyphistes pallidus
Pseudotyphistes pallidus là một loài nhện trong họ Linyphiidae.
Loài này thuộc chi Pseudotyphistes. Pseudotyphistes pallidus được Alfred Frank Millidge miêu tả năm 1991.